# Списак побједника класификација на Ђиро д’Италији
Списак побједника класификација Ђиро д’Италији представља списак возача који су освојили другостепене класификације на Ђиро д’Италији, друмској бициклистичкој трци, једној од три гранд тур трке која се углавном одржава у мају у Италији и земљама у окружењу, као што је Француска, док је једном ишла и ван Европе, када су три етапе вожене у Израелу. На трци постоје четири главне класификације за које се додјељују мајице као и друге мање; поред генералног пласмана који је главна класификација и одређује побједника трке, другостепене су: класификација по поенима, брдска класификација и класификација за најбољег младог возача. Класификације за које се не додјељују мајице али имају обиљежје у виду другачијих бројева на дресовима су тимска и класификација за најагресивнијег возача, док су мање класификације спринт, класификација за бијег и фер-плеј класификација за тимове. Кроз историју су постојале и друге класификације, као што су класификација комбинације и интерђиро класификација, али су укинуте.
Франческо Мозер и Ђузепе Сарони су рекордери у класификацији по поенима са по четири побједе; Ђино Бартали је рекордер брдске класификације, освојио ју је седам пута, док су рекордери у класификацији за најбољег младог возача Владимир Пулников, Павел Тонков, Боб Јунгелс и Мигел Анхел Лопез са по двије побједе. Масимо Страцер, Стефано Гарцели и Марк Кевендиш су по два пута освојили класификацију за најагресивнијег возача цијеле трке, док је тим Лењано освојио тимску класификацију 13 пута. Од укинутих, Фабрицио Гвиди је освојио интерђиро класификацију три пута, док класификацију комбинације ниједан возач није освојио више од једног пута.
Меркс је једини возач који је освојио Ђиро, брдску и класификацију по поенима исте године.

## Опис
Брдска класификација је друга најстарија класификација на Ђиру, уведена је 1933. и први побједник је Алфредо Бинда. Током етапа на којима се возе успони, поени се додјељују првим возачима који прође преко обиљеженог брдског циља, а бодови се додјељују највише деветорици возача, у зависности од категорије успона. Успони су категоризовани у зависности од процента нагиба, дужине успона и надморске висине, од најлакше четврте категорије, до најтеже прве категорије. Нема успона екстра или специјалне категорије као на Тур де Франсу и Вуелта а Еспањи, али се успон са највећом надморском висином који се вози те године назива Чима Копи; што је успон тежи то се додјељује више поена, а на успону Чима Копи додјељује се највише.
Класификација по поенима је трећа најстарија класификација на Ђиру, уведена је 1966. и први побједник је Ђани Мота. Број поена који се додјељују и број возача којима се додјељују зависи од типа етапе; на равним етапама бодове добија првих 15 возача, на средње тешким и тешким етапама, као и на хронометрима поене добија првих десет возача, док на пролазним циљевима, којих има на свакој етапи изузев на хронометрима, поене добија осам возача без обзира на профил етапе. Број поена који се добија зависи од типа етапе; на равним етапама додјељује се највише поена, док се на тешким брдским етапама и на хронометрима додјељује најмање поена. Систем је направљен да фаворизује спринтере, док други возачи могу да буду конкурентни ако имају довољан број високих позиција на брдским етапама. До 2013. број поена који се добија на свакој етапи био је исти, тако да су конкурентни били и возачи који се боре за генерални пласман.
Класификација за најбољег младог возача је уведена 1976. године и први побједник је био Алфио Ванди. Није била на Ђиру од 1995. до 2007. када је поново враћена. Одређује се на исти начин као и генерални пласман, само што учествују возачи до 25 година; времена возача се додају на крају сваке етапе и возач са најмањим укупним временом је лидер и носи бијелу мајицу.
Класификација за најагресивнијег возача уведена је 2001. када је освојио Масимо Страцер. У почетку се рачунала на основу поена који су се добијали током етапе, а у поене су се рачунали позиција на којој се заврши етапа, позиција на пролазним и брдским циљевима. Највећи број поена добијао се на крају етапе, док су поени који се добијају на брдским циљевима зависили од категорије брдског циља. Од Ђира 2023. систем је промијењен и најагресивнијег возача бирају навијачи у анкети на страници трке на друштвеној мрежи Twitter, гдје гласају за најагресивнијег возача на свакој етапи, укључујући и хронометре, од четири понуђена, а најагресивнији возач носи црвени број на наредној етапи.
Тимска класификација се рачуна тако што се рачуна вријеме тројице најбоље пласираних возача из сваког тима на крају сваке етапе; времена су се додавала на претходна и сабирала се, а лидер је био тим са најмањим временом. Од 1994. до 2017. носила је назив Трофеј брзи тим, пошто је у том периоду постојала и друга класификација — Трофеј супер тим, након чега је враћен назив тимска класификација.
Једна од мањих класификација је спринт класификација. На свим друмским етапама постоје два пролазна циља, од којих је један за класификацију по поенима, као и за посебну, спринт класификацију, а други за секунде бонификације и интерђиро класификацију. Број поена који се додјељује је исти без обзира на тип етапе, а поене добија првих пет возача (10, 6, 3, 2, 1). Возач са највише освојених поена на пролазним циљевима је побједник класификације. Друга мања класификација је класификација за бијег, у којој се додјељују поени сваком возачу који је провео барем 5 km у бијегу у коме је било мање од десет возача. Возачима се додјељује по један поен за сваки километар који проведу у таквом бијегу; возач са највише скупљених поена је побједник класификације, а возач са највише проведених километара у бијегу на свакој појединачној етапи добија новчану награду на крају етапе. Једна од мањих класификација је и Интерђиро, која је постојала у периоду од 1989. до 2005. након чега је укинута. Рачунала се слично као и генерални пласман, на свакој етапи постоје пролазни циљеви, а вријеме које возачи остваре када прођу кроз тај циљ је вријеме које се рачунало за класификацију. Како је трка текла, времена остварена на пролазним циљевима су се сабирала и возач са најмањим временом је био лидер и носио је плаву мајицу. Године 2024. поново је покренута, додјељују се бодови на пролазном циљу за прву осморицу возача од 12 до 1 (12, 8, 6, 5, 4, 3, 2, 1), а побједник добија новчану награду и трофеј у облику цвијета. Од 2025. промијењена је у Ред бул километар, као једини пролазни циљ на којем се додјељују секунде бонификације, уз новчану награду за првог возача који прође кроз циљ Ред бул километра, док првих пет возача добијају поене, 15, 8, 5, 3 и 1.
Осим класификација, додјељују се и друге награде; Монтања Пантани је награда која се од 2004. године додјељује у част Марка Пантанија возачу који пређе први преко једног од највећих успона на трци. Трофеј Винченцо Торијани додјељује се од 1996. возачу који побиједи на етапи на којој се вози успон Чима Копи.
Године 1973. покренута је класификација комбинације, која је са прекидима одржавана до 2001. и за коју се повремено додјељивала плава мајица, а рачунале су се позиције возача у осталим класификацијама: генералном пласману, брдској и класификацији по поенима. За прво мјесто у некој класификацији додјељивао се бод, за друго мјесто два бода, за треће три итд. а возач са најмањим бројем бодова био је лидер у току трке и побједник на крају. После паузе од пет година враћена је 2006. али је од 2007. потпуно укинута. Године 1993. покренута је друга тимска класификација, Трофеј супер тим. Рачунала се тако што су првих 20 возача на свакој етапи добијали поене: првопласирани 20, другопласирани 19 и тако до позиције 20, која је носила један поен. Укинута је 2017. године. Године 2001. покренута је мања класификација за коју се није додјељивала мајица, Азури д’Италија, у којој су се додјељивали поени само за прву тројицу возача на свакој етапи, 4, 2 и 1 поен, а побједник је обично добијао награду од 5.000 евра, а укинута је 2016. У периоду од 2019. до 2023. постојала је фер-плеј класификација за тимове, која се рачунала тако што су тимови добијали казнене бодове за кршење било каквог правила: 0,5 поена за упозорење, 1 поен за новчану казну, 2 поена за временску казну, 100 поена за декласификацију возача или тимског аута, 1.000 поена за дисквалификацију возача и 2.000 поена за возача који је позитиван на допинг тесту. Тим са најмање поена на крају трке је побједник класификације. Ако су тимови изједначени, побједник је био тим чији возач заузима највећу позицију у генералном пласману.

## Побједници
|  | Побједник Ђиро д’Италије исте године |

| Година                        | Брдска класификација            | Класификација по поенима         | Најбољи млади возач   | Најбољи тим             | Реф.    |
| ----------------------------- | ------------------------------- | -------------------------------- | --------------------- | ----------------------- | ------- |
| 2025.                         | Лоренцо Фортунато               | Мадс Педерсен                    | Исак дел Торо         | УАЕ тим емирејтс ХРГ    | [ 18 ]  |
| 2024.                         | Тадеј Погачар                   | Џонатан Милан                    | Антонио Тибери        | Декатлон АГ2Р (2)       | [ 19 ]  |
| 2023.                         | Тибо Пино                       | Џонатан Милан                    | Жоао Алмеида          | Бахреин—викторијус (2)  | [ 20 ]  |
| 2022.                         | Коен Боуман                     | Арно Демар                       | Хуан Педро Лопез      | Бахреин—викторијус      | [ 21 ]  |
| 2021.                         | Жофри Бушар                     | Петер Саган                      | Еган Бернал           | Инеос гренадирс (4)     | [ 22 ]  |
| 2020.                         | Рубен Гереиро                   | Арно Демар                       | Тео Гејган Харт       | Инеос гренадирс (3)     | [ 25 ]  |
| 2019.                         | Ђулио Чиконе                    | Паскал Акерман                   | Мигел Анхел Лопез (2) | Мовистар (2)            | [ 26 ]  |
| 2018.                         | Крис Фрум                       | Елија Вивијани                   | Мигел Анхел Лопез     | Скај (2)                | [ 27 ]  |
| 2017.                         | Микел Ланда                     | Фернандо Гавирија                | Боб Јунгелс (2)       | Мовистар                | [ 28 ]  |
| 2016.                         | Микел Ниеве                     | Ђакомо Ницоло (2)                | Боб Јунгелс           | Астана (4)              | [ 29 ]  |
| 2015.                         | Ђовани Висконти                 | Ђакомо Ницоло                    | Фабио Ару             | Астана (3)              | [ 30 ]  |
| 2014.                         | Хулијан Аредондо                | Насер Буани                      | Наиро Кинтана         | АГ2Р Ла Мондијал        | [ 31 ]  |
| 2013.                         | Стефано Пираци                  | Марк Кевендиш                    | Карлос Бетанкур       | Скај                    | [ 32 ]  |
| 2012.                         | Матео Работини                  | Хоаким Родригез                  | Ригоберто Уран        | Лампре—ИСД (3)          | [ 33 ]  |
| 2011.                         | Стефано Гарцели (2)             | Алберто Контадор Микеле Скарпони | Роман Кројцигер       | Астана (2)              | [ 35 ]  |
| 2010.                         | Метју Лојд                      | Кадел Еванс                      | Ричи Порт             | Ликвигас—дојмо (2)      | [ 36 ]  |
| 2009.                         | Стефано Гарцели                 | Данило ди Лука Денис Мењшов      | Кевин Селдрајерс      | Астана                  | [ 38 ]  |
| 2008.                         | Емануеле Села                   | Данијеле Бенати                  | Рикардо Рико          | ЦСФ груп—навигаре       | [ 39 ]  |
| 2007.                         | Леонардо Пјеполи                | Алесандро Петаки нико            | Анди Шлек             | Саунијер дувал—продир   | [ 41 ]  |
| 2006.                         | Хуан Мануел Гарате              | Паоло Бетини (2)                 | Није се додјељивала   | Фонак                   | [ 42 ]  |
| 2005.                         | Хосе Рухано                     | Паоло Бетини                     | Није се додјељивала   | Ликвигас—бјанки         | [ 43 ]  |
| 2004.                         | Фабијан Вегман                  | Алесандро Петаки                 | Није се додјељивала   | Саеко                   | [ 44 ]  |
| 2003.                         | Фреди Гонзалез (2)              | Ђилберто Симони                  | Није се додјељивала   | Лампре (2)              | [ 45 ]  |
| 2002.                         | Хулио Алберто Перез             | Марио Чиполини (3)               | Није се додјељивала   | Алесио (2)              | [ 46 ]  |
| 2001.                         | Фреди Гонзалез                  | Масимо Страцер                   | Није се додјељивала   | Алесио                  | [ 47 ]  |
| 2000.                         | Франческо Касагранде            | Дмитри Коњишев                   | Није се додјељивала   | Мапеј—Квик-степ (2)     | [ 48 ]  |
| 1999.                         | Чепе Гонзалес (2)               | Лоран Жалабер                    | Није се додјељивала   | Виталисио сегурос       | [ 49 ]  |
| 1998.                         | Марко Пантани                   | Маријано Пиколи                  | Није се додјељивала   | Мапеј—брикоби           | [ 50 ]  |
| 1997.                         | Чепе Гонзалес                   | Марио Чиполини (2)               | Није се додјељивала   | Келме—коста бланка      | [ 51 ]  |
| 1996.                         | Маријано Пиколи (2)             | Фабрицио Гвиди                   | Није се додјељивала   | Карера—џинс—тасони (4)  | [ 52 ]  |
| 1995.                         | Маријано Пиколи                 | Тони Ромингер                    | Није се додјељивала   | Ђевис—балан             | [ 53 ]  |
| 1994.                         | Паскал Ришар                    | Џамолидин Абдужапаров            | Евгениј Берзин        | Карера—џинс—тасони (3)  | [ 54 ]  |
| 1993.                         | Клаудио Кјапучи (3)             | Адријано Бафи                    | Павел Тонков (2)      | Лампре—полти            | [ 55 ]  |
| 1992.                         | Клаудио Кјапучи (2)             | Марио Чиполини                   | Павел Тонков          | ГБ—МГ маљифисио         | [ 56 ]  |
| 1991.                         | Ињаки Гастон                    | Клаудио Кјапучи                  | Масимилијано Лели     | Карера—џинс—тасони (2)  | [ 57 ]  |
| 1990.                         | Клаудио Кјапучи                 | Ђани Буњо                        | Владимир Пулников (2) | Онце                    | [ 58 ]  |
| 1989.                         | Луис Ерера                      | Ђовани Фиданца                   | Владимир Пулников     | Фагор—МБК               | [ 59 ]  |
| 1988.                         | Ендрју Хемпсен                  | Јохан ван дер Велде (3)          | Стефано Томазини      | Карера—џинс—вагабонд    | [ 60 ]  |
| 1987.                         | Роберт Милар                    | Јохан ван дер Велде (2)          | Роберто Конти         | Панасоник—исостар       | [ 61 ]  |
| 1986.                         | Педро Муњоз                     | Гвидо Бонтемпи                   | Марко Ђованети        | Супермеркати—брианцоли  | [ 62 ]  |
| 1985.                         | Хосе Луис Наваро                | Јохан ван дер Велде              | Алберто Волпи         | Алпилате—кјере          | [ 63 ]  |
| 1984.                         | Лоран Фињон                     | Урз Фројлер                      | Шарли Моте            | Рено—елф                | [ 64 ]  |
| 1983.                         | Лусин ван Импе (2)              | Ђузепе Сарони (4)                | Франко Кјочоли        | Хемеас кусин            | [ 65 ]  |
| 1982.                         | Лусин ван Импе                  | Франческо Мозер (4)              | Марко Гропо           | Бјанки—пјађо (8)        | [ 66 ]  |
| 1981.                         | Клаудио Бортолото (3)           | Ђузепе Сарони (3)                | Ђузепе Фарака         | Бјанки—пјађо (7)        | [ 67 ]  |
| 1980.                         | Клаудио Бортолото (2)           | Ђузепе Сарони (2)                | Томи Прим             | Бјанки—пјађо (6)        | [ 68 ]  |
| 1979.                         | Клаудио Бортолото               | Ђузепе Сарони                    | Силвано Контини       | Сансон—луксор           | [ 69 ]  |
| 1978.                         | Или Сутер                       | Франческо Мозер (3)              | Роберто Визентини     | Бјанки—фаема (5)        | [ 70 ]  |
| 1977.                         | Фаустино Фернандез              | Франческо Мозер (2)              | Марио Беча            | Фландрија               | [ 71 ]  |
| 1976.                         | Андрес Олива (2)                | Франческо Мозер                  | Алфио Ванди           | Бруклин (2)             | [ 72 ]  |
| 1975.                         | Франсиско Галдос / Андрес Олива | Рогер де Фламинк (3)             | —                     | Бруклин                 | [ 73 ]  |
| 1974.                         | Хосе Мануел Фуенте (4)          | Рогер де Фламинк (2)             | —                     | Кас—каскол (2)          | [ 74 ]  |
| 1973.                         | Хосе Мануел Фуенте (3)          | Еди Меркс (2)                    | —                     | Молтени (5)             | [ 75 ]  |
| 1972.                         | Хосе Мануел Фуенте (2)          | Рогер де фламинк                 | —                     | Молтени (4)             | [ 76 ]  |
| 1971.                         | Хосе Мануел Фуенте              | Марино Басо                      | —                     | Молтени (3)             | [ 77 ]  |
| 1970.                         | Мартин Ван ден босхе            | Франко Битоси (2)                | —                     | Фаемино—фаема (2)       | [ 78 ]  |
| 1969.                         | Клаудио Микелото                | Франко Битоси                    | —                     | Молтени (2)             | [ 79 ]  |
| 1968.                         | Еди Меркс                       | Еди Меркс                        | —                     | Фаема                   | [ 81 ]  |
| 1967.                         | Аурелио Гонзалес                | Дино Цандегу                     | —                     | Кас—каскол              | [ 82 ]  |
| 1966.                         | Франко Битоси (3)               | Ђани Мота                        | —                     | Молтени                 | [ 83 ]  |
| 1965.                         | Франко Битоси (2)               | —                                | —                     | Салварани               | [ 84 ]  |
| 1964.                         | Франко Битоси                   | —                                | —                     | Сен Рафаел              | [ 85 ]  |
| 1963.                         | Вито Таконе                     | —                                | —                     | Карпано (2)             | [ 86 ]  |
| 1962.                         | Анхелино Солер                  | —                                | —                     | Фаема (2)               | [ 87 ]  |
| 1961.                         | Вито Таконе                     | —                                | —                     | Фаема                   | [ 88 ]  |
| 1960.                         | Рик ван Лој                     | —                                | —                     | Ињис                    | [ 89 ]  |
| 1959.                         | Шарли Гол (2)                   | —                                | —                     | Атала—пирели—лиђи (6)   | [ 90 ]  |
| 1958.                         | Жан Бранкар                     | —                                | —                     | Карпано                 | [ 91 ]  |
| 1957.                         | Рафаел Жеминијани (2)           | —                                | —                     | Лењано (13)             | [ 92 ]  |
| 1956.                         | Федерико Бамонтес / Шарли Гол   | —                                | —                     | Атала (5)               | [ 94 ]  |
| 1955.                         | Гастоне Ненчини                 | —                                | —                     | Атала (4)               | [ 95 ]  |
| 1954.                         | Фаусто Копи (3)                 | —                                | —                     | Ђирарденго—елдорадо     | [ 96 ]  |
| 1953.                         | Пасквале Форнара                | —                                | —                     | Гана—урсус              | [ 97 ]  |
| 1952.                         | Рафаел Жеминијани               | —                                | —                     | Бјанки—пирели (4)       | [ 98 ]  |
| 1951.                         | Луизон Бобе                     | —                                | —                     | Тауреа                  | [ 99 ]  |
| 1950.                         | Хуго Коблет                     | —                                | —                     | Фрејус—суперга (4)      | [ 100 ] |
| 1949.                         | Фаусто Копи (2)                 | —                                | —                     | Вилер Тријестина (2)    | [ 101 ] |
| 1948.                         | Фаусто Копи                     | —                                | —                     | Вилер Тријестина        | [ 102 ] |
| 1947.                         | Ђино Бартали (7)                | —                                | —                     | Велтер                  | [ 103 ] |
| 1946.                         | Ђино Бартали (6)                | —                                | —                     | Лењано—пирели (12)      | [ 104 ] |
| 1941—1945. Други свјетски рат |                                 |                                  |                       |                         |         |
| 1940.                         | Ђино Бартали (5)                | —                                | —                     | Глорија (3)             | [ 105 ] |
| 1939.                         | Ђино Бартали (4)                | —                                | —                     | Фрејус (3)              | [ 106 ] |
| 1938.                         | Ђовани Валети                   | —                                | —                     | Глорија—амброзијана (2) | [ 107 ] |
| 1937.                         | Ђино Бартали (3)                | —                                | —                     | Фрејус (2)              | [ 108 ] |
| 1936.                         | Ђино Бартали (2)                | —                                | —                     | Лењано—волсит (11)      | [ 109 ] |
| 1935.                         | Ђино Бартали                    | —                                | —                     | Фрејус                  | [ 110 ] |
| 1934.                         | Ремо Бартони                    | —                                | —                     | Глорија                 | [ 111 ] |
| 1933.                         | Алфредо Бинда                   | —                                | —                     | Лењано—клемент (10)     | [ 112 ] |
| 1932.                         | —                               | —                                | —                     | Лењано—иткинсон (9)     | [ 113 ] |
| 1931.                         | —                               | —                                | —                     | Лењано—иткинсон (8)     | [ 114 ] |
| 1930.                         | —                               | —                                | —                     | Бјанки—пирели (3)       | [ 115 ] |
| 1929.                         | —                               | —                                | —                     | Лењано—торпедо (7)      | [ 116 ] |
| 1928.                         | —                               | —                                | —                     | Лењано—торпедо (6)      | [ 117 ] |
| 1927.                         | —                               | —                                | —                     | Лењано—пирели (5)       | [ 118 ] |
| 1926.                         | —                               | —                                | —                     | Лењано—пирели (4)       | [ 119 ] |
| 1925.                         | —                               | —                                | —                     | Лењано—пирели (3)       | [ 120 ] |
| 1924.                         | —                               | —                                | —                     | Није додијељена         | [ 121 ] |
| 1923.                         | —                               | —                                | —                     | Лењано—пирели (2)       | [ 122 ] |
| 1922.                         | —                               | —                                | —                     | Лењано—пирели           | [ 123 ] |
| 1921.                         | —                               | —                                | —                     | Бјанки—данлоп (3)       | [ 124 ] |
| 1920.                         | —                               | —                                | —                     | Бјанки—пирели (2)       | [ 125 ] |
| 1919.                         | —                               | —                                | —                     | Стуки—данлоп (2)        | [ 126 ] |
| 1915—1918. Први свјетски рат  |                                 |                                  |                       |                         |         |
| 1914.                         | —                               | —                                | —                     | Стуки—данлоп            | [ 127 ] |
| 1913.                         | —                               | —                                | —                     | Маино                   | [ 128 ] |
| 1912.                         | —                               | —                                | —                     | Атала—данлоп (3)        | [ 129 ] |
| 1911.                         | —                               | —                                | —                     | Бјанки                  | [ 130 ] |
| 1910.                         | —                               | —                                | —                     | Атала континентал (2)   | [ 131 ] |
| 1909.                         | —                               | —                                | —                     | Атала—данлоп            | [ 132 ] |

### Мање класификације
|  | Побједник Ђиро д’Италије исте године |

| Година | Најагресивнији возач                 | Спринт класификација  | Класификација за бијег | Интерђиро класификација Ред бул километар (2025—) | Реф.   |
| ------ | ------------------------------------ | --------------------- | ---------------------- | ------------------------------------------------- | ------ |
| 2025.  | Лоренцо Фортунато                    | Дрис де Бонт          | Мануеле Тароци         | Мануеле Тароци                                    | [ 18 ] |
| 2024.  | Жилијен Алафилип                     | Андреа Пјетробон      | Андреа Пјетробон       | Филипо Фјорели                                    | [ 19 ] |
| 2023.  | Дерек Џи                             | Томс Скујинш          | Томас Шампион          | —                                                 | [ 20 ] |
| 2022.  | Метју ван дер Пул                    | Филипо Таљијани       | Матија Баис            | —                                                 | [ 21 ] |
| 2021.  | Дрис де Бонт                         | Дрис де Бонт          | Симон Пело             | —                                                 | [ 22 ] |
| 2020.  | Томас де Гент                        | Симон Пело            | Матија Баис            | —                                                 | [ 25 ] |
| 2019.  | Фаусто Маснада                       | Фаусто Маснада        | Фаусто Маснада         | —                                                 | [ 26 ] |
| 2018.  | Давиде Балерини                      | Давиде Балерини       | Марко Фрапорти         | —                                                 | [ 27 ] |
| 2017.  | Микел Ланда                          | Данијел Теклехајманот | Павел Брут             | —                                                 | [ 28 ] |
| 2016.  | Матео Трентин                        | Данијел Ос            | Данијел Ос             | —                                                 | [ 29 ] |
| 2015.  | Филип Жилбер                         | Микел Ланда           | Марко Бандијера        | —                                                 | [ 30 ] |
| 2014.  | Хулијан Аредондо                     | Насер Буани           | Андреа Феди            | —                                                 | [ 31 ] |
| 2013.  | Марк Кевендиш (2)                    | Марк Кевендиш         | Рафаел Андријато       | —                                                 | [ 32 ] |
| 2012.  | Марк Кевендиш                        | Марк Кевендиш         | Оливије Кезен          | —                                                 | [ 33 ] |
| 2011.  | Алберто Контадор Стефано Гарцели (2) | Хосе Рухано           | Јарослав Попович       | —                                                 | [ 35 ] |
| 2010.  | Метју Лојд                           | Кадел Еванс           | Жером Пино             | —                                                 | [ 36 ] |
| 2009.  | Стефано Гарцели                      | Ђовани Висконти       | Мауро Фачи             | —                                                 | [ 38 ] |
| 2008.  | Емануеле Села                        | Данијеле Бенати       | Фортунато Балијани     | —                                                 | [ 39 ] |
| 2007.  | Алесандро Петаки нико                | Алесандро Петаки нико | Михаил Игнатјев        | —                                                 | [ 41 ] |
| 2006.  | Паоло Бетини                         | Иван Басо             | Кристоф Едален         | —                                                 | [ 42 ] |
| 2005.  | Хосе Рухано                          | Алесандро Петаки      | Свен Краус             | Стефано Цанини                                    | [ 43 ] |
| 2004.  | Алесандро Петаки                     | Алесандро Петаки      | Данијеле Риги          | Рафаеле Илијано                                   | [ 44 ] |
| 2003.  | Фреди Гонзалес                       | Ђилберто Симони       | Константино Цабала     | Магнус Бекстед                                    | [ 45 ] |
| 2002.  | Масимо Страцер (2)                   | Марио Чиполини        | Маријано Пиколи        | Масимо Страцер (2)                                | [ 46 ] |
| 2001.  | Масимо Страцер                       | Марио Чиполини        | —                      | Масимо Страцер                                    | [ 47 ] |
| 2000.  | —                                    | —                     | —                      | Фабрицио Гвиди (3)                                | [ 55 ] |
| 1999.  | —                                    | —                     | —                      | Фабрицио Гвиди (2)                                | [ 56 ] |
| 1998.  | —                                    | —                     | —                      | Ђан Матео Фањини                                  | [ 55 ] |
| 1997.  | —                                    | —                     | —                      | Дмитри Коњишев                                    | [ 56 ] |
| 1996.  | —                                    | —                     | —                      | Фабрицио Гвиди                                    | [ 57 ] |
| 1995.  | —                                    | —                     | —                      | Тони Ромингер                                     | [ 58 ] |
| 1994.  | —                                    | —                     | —                      | Џамолидин Абдужапаров                             | [ 59 ] |
| 1993.  | —                                    | —                     | —                      | Јан Сворада                                       | [ 55 ] |
| 1992.  | —                                    | —                     | —                      | Мигел Индураин                                    | [ 56 ] |
| 1991.  | —                                    | —                     | —                      | Алберто Леанизбарутија                            | [ 57 ] |
| 1990.  | —                                    | —                     | —                      | Фил Андерсон                                      | [ 58 ] |
| 1989.  | —                                    | —                     | —                      | Јуре Павлич                                       | [ 59 ] |

### Укинуте класификације
|  | Побједник Ђиро д’Италије исте године |

| Година | Класификација комбинације | Азури д’Италија      | Трофеј супер тим      | Фер-плеј           | Реф.   |
| ------ | ------------------------- | -------------------- | --------------------- | ------------------ | ------ |
| 2023.  | —                         | —                    | —                     | Групама—ФДЈ (2)    |        |
| 2022.  | —                         | —                    | —                     | Бахреин—мерида (3) |        |
| 2021.  | —                         | —                    | —                     | Бахреин—мерида (2) |        |
| 2020.  | —                         | —                    | —                     | Групама—ФДЈ        |        |
| 2019.  | —                         | —                    | —                     | Бахреин—мерида     |        |
| 2018.  | —                         | —                    | —                     | —                  |        |
| 2017.  | —                         | —                    | Квик-степ флорс (3)   | —                  | [ 28 ] |
| 2016.  | —                         | Микеле Скарпони      | Етикс—Квик-степ (2)   | —                  | [ 29 ] |
| 2015.  | —                         | Микел Ланда          | Астана                | —                  | [ 30 ] |
| 2014.  | —                         | Насер Буани          | Омега фарма—Квик-степ | —                  | [ 31 ] |
| 2013.  | —                         | Марк Кевендиш        | Гармин—баракуда       | —                  | [ 33 ] |
| 2011.  | —                         | Хосе Рухано          | Лампре—ИСД (2)        | —                  | [ 35 ] |
| 2010.  | —                         | Кадел Еванс          | Ликвигас—дојмо (2)    | —                  | [ 36 ] |
| 2009.  | —                         | Данило ди Лука нико  | ХТЦ—хајроад           | —                  | [ 38 ] |
| 2008.  | —                         | Данијеле Бенати      | Ликвигас              | —                  | [ 39 ] |
| 2007.  | —                         | Није додијељена      | Лампре—фондитал       | —                  | [ 41 ] |
| 2006.  | Паоло Саволдели           | Иван Басо            | Фонак                 | —                  | [ 42 ] |
| 2005.  | Није се додјељивала       | Алесандро Петаки (2) | Девитамон—лото        | —                  | [ 43 ] |
| 2004.  | Није се додјељивала       | Алесандро Петаки     | Алесио—бјанки (2)     | —                  | [ 44 ] |
| 2003.  | Није се додјељивала       | Ђилберто Симони      | Фаса бортоло (3)      | —                  | [ 45 ] |
| 2002.  | Није се додјељивала       | Марио Чиполини (2)   | Алесио                | —                  | [ 46 ] |
| 2001.  | Ђилберто Симони           | Марио Чиполини       | Фаса бортоло (2)      | —                  | [ 47 ] |
| 2000.  | Није се додјељивала       | —                    | Фаса бортоло          | —                  | [ 48 ] |
| 1999.  | Није се додјељивала       | —                    | Полти (3)             | —                  | [ 49 ] |
| 1998.  | Није се додјељивала       | —                    | Полти (2)             | —                  | [ 50 ] |
| 1997.  | Није се додјељивала       | —                    | Саеко—естро           | —                  | [ 51 ] |
| 1996.  | Није се додјељивала       | —                    | Панарија—винавил      | —                  | [ 52 ] |
| 1995.  | Није се додјељивала       | —                    | Ђевис—Балан           | —                  | [ 53 ] |
| 1994.  | Није се додјељивала       | —                    | Полти—вапорето        | —                  | [ 54 ] |
| 1993.  | Није се додјељивала       | —                    | Аристотеа             | —                  | [ 55 ] |
| 1992.  | Није се додјељивала       | —                    | —                     | —                  | [ 56 ] |
| 1991.  | Није се додјељивала       | —                    | —                     | —                  | [ 57 ] |
| 1990.  | Није се додјељивала       | —                    | —                     | —                  | [ 58 ] |
| 1989.  | Није се додјељивала       | —                    | —                     | —                  | [ 59 ] |
| 1988.  | Ендрју Хемпсен            | —                    | —                     | —                  | [ 60 ] |
| 1987.  | Стивен Роуч               | —                    | —                     | —                  | [ 61 ] |
| 1986.  | Гвидо Бонтемпи            | —                    | —                     | —                  | [ 62 ] |
| 1985.  | Урз Фројлер               | —                    | —                     | —                  | [ 63 ] |
| 1984.  | Није се додјељивала       | —                    | —                     | —                  | —      |
| 1983.  | Није се додјељивала       | —                    | —                     | —                  | —      |
| 1982.  | Није се додјељивала       | —                    | —                     | —                  | —      |
| 1981.  | Није се додјељивала       | —                    | —                     | —                  | —      |
| 1980.  | Бернар Ино                | —                    | —                     | —                  | [ 68 ] |
| 1979.  | Није се додјељивала       | —                    | —                     | —                  | [ 69 ] |
| 1978.  | Ђузепе Сарони             | —                    | —                     | —                  | [ 70 ] |
| 1977.  | Вилмо Франчони            | —                    | —                     | —                  | [ 71 ] |
| 1976.  | Франческо Мозер           | —                    | —                     | —                  | [ 72 ] |
| 1975.  | Није се додјељивала       | —                    | —                     | —                  | —      |
| 1974.  | Није се додјељивала       | —                    | —                     | —                  | —      |
| 1973.  | Еди Меркс                 | —                    | —                     | —                  | [ 75 ] |